# Geelstuittangare
De geelstuittangare (Hemithraupis flavicollis) is een zangvogel uit de familie Thraupidae (tangaren).
Deze vogel eet onder meer kopiebessen.

## Verspreiding en leefgebied
Deze soort telt 11 ondersoorten:
- H. f. ornata: oostelijk Panama en noordwestelijk Colombia.
- H. f. albigularis: het noordelijke deel van Centraal-Colombia.
- H. f. peruana: van het zuidelijke deel van Centraal-Colombia via oostelijk Ecuador tot het noordelijke deel van Centraal-Peru.
- H. f. sororia: het noordelijke deel van Centraal-en oostelijk Peru.
- H. f. centralis: van zuidoostelijk Peru tot centraal Bolivia en het zuidelijke deel van Centraal-Brazilië.
- H. f. aurigularis: zuidoostelijk Colombia, zuidelijk Venezuela en noordwestelijk Brazilië.
- H. f. hellmayri: zuidoostelijk Venezuela en het westelijke deel van Centraal-Guyana.
- H. f. flavicollis: Suriname, Frans-Guyana en noordoostelijk Brazilië.
- H. f. obidensis: noordelijk Brazilië.
- H. f. melanoxantha: oostelijk Brazilië.
- H. f. insignis: zuidoostelijk Brazilië.